# Methodist Episcopal Church
Methodist Episcopal Church var ett metodistiskt trossamfund, bildat i Baltimore i USA 1784. 
År 1844 beslutade Methodist Episcopal Church att en biskop som ägde två slavar måste frige dessa eller lämna sitt ämbete. De vita sydstatsbor som motsatte sig detta beslut bröt sig då ur kyrkan och bildade Methodist Episcopal Church, South.
År 1939 gick de båda grenarna av kyrkan ihop igen och bildade tillsammans med the Methodist Protestant Church, 
Metodistkyrkan i USA.
År 1968 gick man samman med Evangeliska Förenade Brödrakyrkan och bildade United Methodist Church.